# Ostrý Grúň
Ostrý Grúň är en liten ort i en dal i fjällkedjan Vtáčnik i
distriktet Žarnovica i västra Slovakien.
I januari 1945 utförde ett SS-kommando under ledning av Ladislav Nižňanský massavrättningar i Ostrý Grúň och den närbelägna orten Kľak. Totalt dödades 146 personer i de två orterna varav 70 kvinnor och 51 barn.